# Дисамарийгептадеканикель
Дисамарийгептадеканикель — бинарное неорганическое соединение
никеля и самария
с формулой Ni17Sm2,
кристаллы.

## Получение
- Сплавление стехиометрических количеств чистых веществ:

{\displaystyle {\mathsf {17Ni+2Sm\ {\xrightarrow {1288^{o}C}}\ Ni_{17}Sm_{2}}}}

## Физические свойства
Дисамарийгептадеканикель образует кристаллы
гексагональной сингонии, пространственная группа P 63/mmc, параметры ячейки a = 0,847 нм, c = 0,806 нм, Z = 2,
структура типа диторийгептадеканикеля Ni17Th2
.
Соединение образуется по перитектической реакции при температуре 1288°С
.